# Myxus petardi
Myxus petardi är en fiskart som först beskrevs av Castelnau, 1875.  Myxus petardi ingår i släktet Myxus och familjen multfiskar. Inga underarter finns listade i Catalogue of Life.